# Pau V
Pau V, nascut Camillo Borghese (Roma , 17 de setembre de 1552 - Roma , 28 de gener de 1621), va ser el 233è papa de l'Església Catòlica i el 141è sobirà dels Estats Pontificis des de 1605 fins a la seva mort.
Les profecies de Sant Malaquies es refereixen a aquest papa con Gens perversa (estirp perversa), cita que, pel que sembla, fa referència al fet que durant el seu pontificat va haver de plantar cara a heretgia bohèmia per l'extensió del protestantisme. Una altra lectura de la profecia suggereix que fa referència a l'escut d'armes del papa, on hi figuraven un drac i una àguila, animals que la creença popular considerava perversos.

## Biografia
Va néixer a Roma, el primer de set fills, a la noble família Borghese originària de Siena (que formava part de les aproximadament 350 famílies de l'oligarquia que dominava la República de Siena), oriünda del principat de Catalunya segons l'Armoria de Jaume Vila i els registres de l'Ajuntament de Barcelona, que s'havia traslladat recentment a la ciutat. El seu pare era l'advocat consistorial Marcantonio, un patrici sienès; la seva mare era la noble romana Flaminia Astalli, ROMANUS nom que apareix en moltes de les seves inscripcions. Marcantonio havia traslladat la família a Roma, lligant la seva fortuna a la de la Cúria Papal. Va preparar els seus dos fills grans, Camillo i Orazio, per emprendre carreres d'alt nivell, dedicant-hi tots els seus recursos.
Camillo Borghese va estudiar dret canònic a les universitats de Perusa i Pàdua. Després de graduar-se in utroque iure (probablement a Perusa), inicialment va treballar com a advocat (seguint els passos del seu pare), fins que va triar la carrera eclesiàstica. El seu primer càrrec va ser el de referendari de la Signatura de Justícia. Ordenat sacerdot el 1577, Camillo va anar ascendint un rere l'altre pels diversos rangs de la jerarquia de la Cúria Romana, fins que va ser nomenat vicelegat a Bolonya per Sixt V (octubre de 1588). El seu successor, Climent VIII, el va nomenar nunci privat del rei de Castella, Felip II (1595) i després el va crear cardenal (22 de maig de 1596).
Durant el seu cardenalat, Borghese va ocupar diversos càrrecs, els més importants dels quals van ser el de secretari (el càrrec més alt) de la Inquisició romana (1602) i el de cardenal vicari, és a dir, representant del Papa com a bisbe de Roma (1603). Mai va tenir vincles amb cap partit polític o internacional, dedicant-se principalment a l'estudi del dret.
Camillo Borghese va participar en els dos conclaves celebrats el 1605.

### Cronologia de càrrecs
- 1569: és doctor en dret;

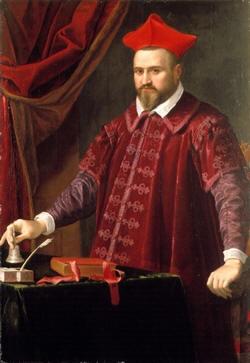
El cardenal Camillo Borghese

- 20 de setembre de 1572: és referendari de la Signatura de Justícia;
- Març de 1576: és vicari de l'arxipreste de Santa Maria la Major ;
- 3 de setembre de 1581: és el datari del tribunal de la Penitenciaria Apostòlica;
- 20 de setembre de 1588 – 1591: és vicelegat a Bolonya;
- 1590: és auditor de la Sagrada Rota;
- 1595: és nunci privat del rei de Castella;
- 5 de juny de 1596: va ser nomenat cardenal prevere;
- 21 de juny de 1596 - 10 de març de 1599: assumeix el títol cardenalici de Sant'Eusebio;
- 14 d'abril de 1597 – 2 d'agost de 1599: és bisbe de Jesi;
- 10 de març de 1599 – 22 d'abril de 1602: Cardenal de Santi Giovanni e Paolo;
- 22 d'abril de 1602 – 16 de maig de 1605: és cardenal de San Crisogono;
- Juny de 1603 – 16 de maig de 1605: És cap de la Inquisició romana;
- 16 de maig de 1605: és elegit Romà Pontífex.

### El conclave de maig de 1605
Pau V va ser elegit el 16 de maig de 1605 al Palau Vaticà. Va ser consagrat pel cardenal protodiaca Francesco Sforza el 29 de maig, en el segon conclave celebrat aquell any, després del breu pontificat de Lleó XI, que només havia durat 26 dies. Va començar el 8 de maig i hi van participar 61 cardenals. El partit profrancès, representat al conclave per Cesare Baronio, va intentar que Domenico Toschi fos elegit, però per només tres vots no va aconseguir la majoria qualificada. Espanya, per primera vegada, va utilitzar el poder de veto contra candidats que no aprovava. Posteriorment, la majoria de cardenals estaven disposats a votar pel mateix Baronio, però ell va fer saber que no volia carregar-se amb una responsabilitat tan pesada.
Es va trobar un compromís en la figura de Camillo Borghese, considerat equidistant i les habilitats del qual van ser lloades per tots els Pares del Concili.

### El pontificat

#### Relacions amb les institucions de l'Església
Institucions
Amb un breu datat el 23 d'abril de 1618, el pontífex va aprovar l'Orde de les Visitandines.

Va aprovar les constitucions dels Agustinians descalços per primera vegada, de forma genèrica, el 1610 i després, de forma específica, el 1620.

Va aprovar els estatuts dels Mercedaris Descalços el 6 d'agost de 1607.

Va permetre que els Obregonistes, fundats per l'espanyol Bernardino di Obregón (1540-1599), portessin hàbits grisos (1609).

Va aprovar les constitucions de la congregació fundada per Sant Felip Neri el 1612.

Va reconèixer la congregació de la Corona d'Aragó de l'Orde Cistercenc, fundada el 19 d'abril de 1616.

Va aprovar la fundació de les Ursulines de clausura , que el 1612 van adoptar els vots solemnes i la regla de Sant Agustí.

El 18 de febrer de 1606 va permetre que un cert nombre de frares jesuïtes entressin al sacerdoci.

El 1615 el pontífex va concedir als jesuïtes permís per traduir la Bíblia al xinès i, per als sacerdots locals, celebrar missa i recitar el breviari en la seva pròpia llengua (l'autorització va ser revocada per la congregació de Propaganda Fide sota els pontificats d'Alexandre VII i Innocenci XI).
Confraries marianes
- Amb el breu Cum certas unicuique (14 de febrer de 1607) el pontífex va concedir nombroses indulgències a les Confraries de Santa Maria erigides prop de les esglésies dels Servites;[8]
- Amb la constitució Nuper archiconfraternitati (11 de març de 1607), el pontífex va voler definir clarament els mètodes de constitució i funcionament de les confraries eclesiàstiques[9]

Ordes religiosos de cavalleria
- Amb la butlla Romanus Pontifex (16 de febrer de 1608) el pontífex va reconèixer el nou Orde dels Frares de la Santíssima Verge Maria del Mont Carmel; el 31 d'octubre del mateix any va establir la fusió amb l'orde de Sant Llàtzer, donant així vida a l'Orde de Sant Llàtzer i de Nostra Senyora del Mont Carmel.[10]
- El 1614 va reconèixer l'Orde de la Magdalena, fundada pel francès John Chesnel, senyor de Chaponrie;
- El 1615 va establir l'Orde dels Cavallers de Jesús i Maria[11]

#### Iniciatives per a una reforma de l'Església
Pau V va fer complir el decret del Concili de Trento que exigia que els prelats d'alt rang romanguessin a la residència; per tant, va induir els bisbes que s'allotjaven a Roma a tornar a les seves pròpies diòcesis (19 d'octubre de 1605).
El 1610 va conferir el pal·li al patriarca de l'Església maronita Joan XI.
El 1611 va elevar el convent de Montevergine (Avellino) a abadia i va aprovar la regla del monestir francès de Saint-Étienne. El 1619 va aprovar la fundació del monestir de Sant Tomàs a Xile.
El mateix any va publicar la constitució Universi agri dominici, amb la qual va ampliar l'àmbit d'acció de la Sagrada Rota a totes les causes matrimonials i als processos de beatificació i canonització.
Pau V va crear cardenals que, per primera vegada, havien de mantenir-se amb una renda anual inferior a 6.000 escuts i va rebaixar la assignació mensual (anomenada plat cardenalici) a 1.500 escuts.

#### Reformes litúrgiques

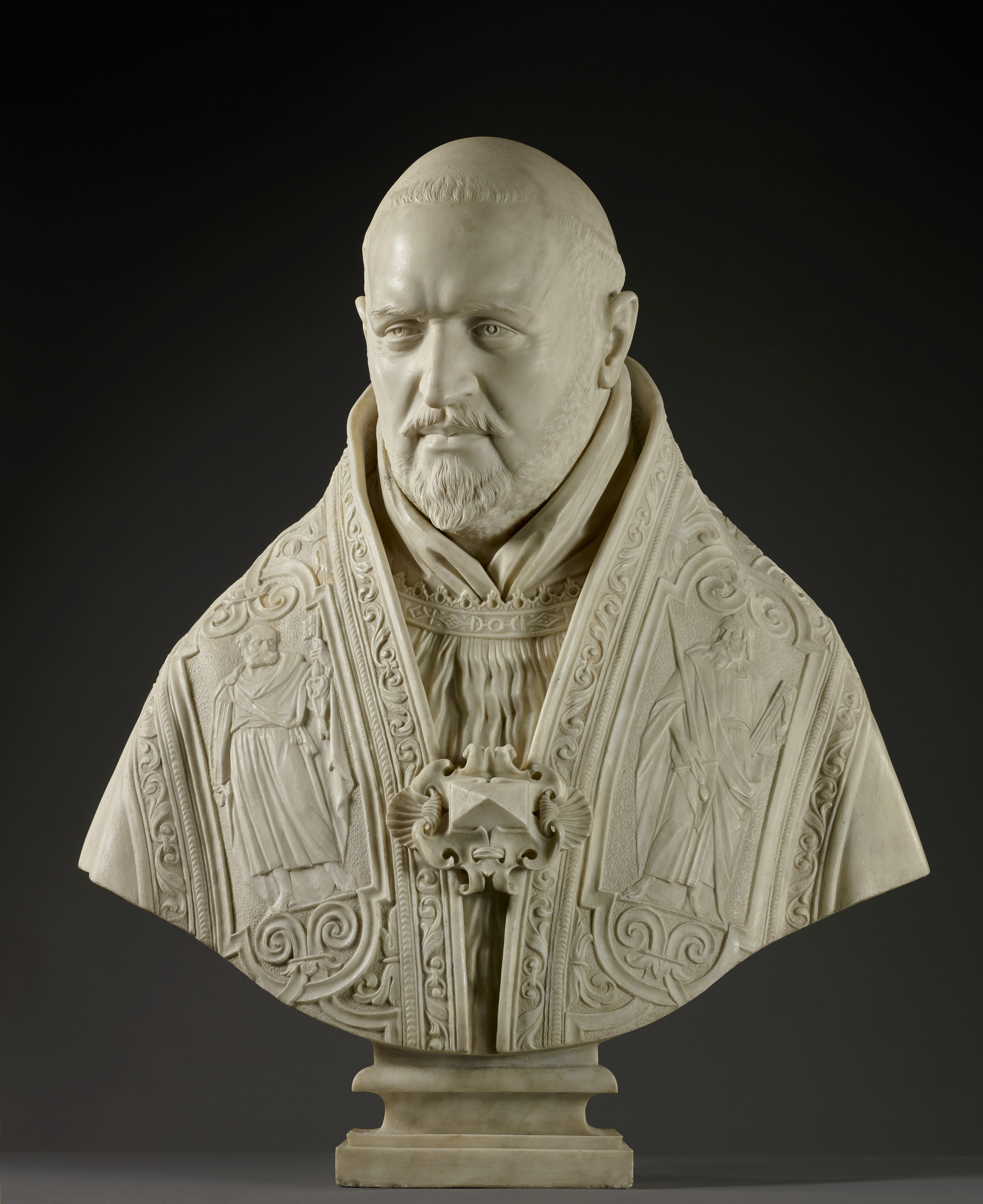
Bust del Papa Pau V, obra de Bernini

- El 27 de setembre de 1608 va restablir la festa dels Àngels de la Guarda, que havia estat suprimida per Pius V; el 1614 va concedir indulgències específiques als membres de les companyies d'Àngels de la Guarda afiliats a l'Arxiconfraria de Roma i que eren protagonistes d'actes particulars de caritat;
- El 1603 el pontífex va establir que els dissabtes i dies festius dedicats a la Mare de Déu les Lletanies de Loreto s'havien de cantar en música de dos cors[14]
- El 17 de juny de 1614, amb la constitució Apostolicae sedis, el pontífex va promulgar el Ritual Romà,[15] el llibre litúrgic que conté les oracions i les instruccions necessàries perquè el sacerdot administri sagraments i sacramentals, funerals, processons i altres funcions;-

El 27 de juny de 1615, el pontífex va autoritzar els missioners jesuïtes a la Xina a utilitzar el xinès clàssic per a la litúrgia; tanmateix, aquesta disposició no es va implementar.

#### Lluita contra les heretgies
Amb la butlla In coena Domini (de 1606 i 1619), el pontífex va indicar 20 noves causes de comportament herètic que podien ser sancionades amb l'excomunió. En essència, Pau V va ampliar la jurisdicció de la Inquisició sobre els cismàtics.

#### Decisions sobre assumptes teològics
Sota el seu pontificat, el 28 d'agost de 1607, la Congregatio de Auxiliis, nomenada pel seu predecessor Climent VIII, va emetre una sentència definitiva sobre la controvèrsia entre els jesuïtes espanyols i els dominics suscitada per l'assaig Concordia liberi arbitrii del jesuïta Luis de Molina. La congregació va decidir absoldre Molina i permetre que tant els jesuïtes com els dominics mantinguessin les seves creences sobre el lliure albir. Aquesta decisió, al seu torn, no deixaria de generar controvèrsia.
Bones notícies, però, van arribar de França, on el 7 de juliol de 1615 l'assemblea del clergat va declarar que acceptava les decisions del Concili de Trento i va ordenar als concilis provincials que les incloguessin en els seus decrets.El 1616, el Papa va estipular un Concordat amb França pel qual confirmava que els nomenaments de bisbes i abats els havien de fer els governs, reservant només la investidura canònica al Papa.
El pontífex va posar fi a les controvèrsies entre els franciscans i els dominics d'Espanya sobre la Mare de Déu, prohibint a aquests últims difondre públicament l'opinió que Maria havia estat concebuda amb pecat original, com qualsevol altra dona (31 d'agost de 1617).

#### Decisions sobre qüestions d'ètica i moralitat
El 1611, Pau V va decidir introduir algunes mesures per millorar les condicions de les presons situades als Estats Pontificis.

#### Relacions amb els monarques europeus
Els seus profunds coneixements jurídics i la seva visió inflexible van provocar immediatament conflictes amb alguns principats italians. De fet, Pau V va censurar els ducs de Parma i Savoia, i també va obligar les repúbliques de Gènova i Lucca a derogar disposicions que no eren gens heterodoxes, sinó simplement perquè no declaraven la suprema autoritat papal.

#### La disputa amb Venècia
A principis del segle xvii, van sorgir tensions entre la Santa Seu i la República de Venècia. La Sereníssima estava decidida a defensar la seva sobirania temporal i tenia la intenció d'estendre la seva autonomia a l'àmbit eclesiàstic, que la Santa Seu considerava, en canvi, una prerrogativa exclusiva seva. D'altra banda, el papa Pau V "havia ascendit al tron espiritual amb la ferma intenció de no renunciar a cap de les reclamacions individuals presentades pels seus ambiciosos predecessors; de fet, sempre que fos possible, d'augmentar el poder de la seva pròpia Càtedra amb noves reclamacions".
Les tensions van augmentar el 1605, quan el comte Marcantonio Brandolini, abat titular de Nervesa, va comparèixer com a acusat en un judici celebrat a Venècia pel Consell dels Deu. La Santa Seu va protestar enèrgicament, argumentant que el cas hauria de ser lliurat a les autoritats eclesiàstiques; per contra, el govern venecià es va negar a renunciar a l'exercici de la justícia dins de les pròpies fronteres. La tensió va arribar a un punt àlgid quan Venècia va condemnar Brandolini. Més o menys al mateix temps, un canonge, Scipione Saraceni, també va ser condemnat per un tribunal venecià per delictes comuns.
El Papa, a través del nunci Orazio Mattei, va sol·licitar que els dos fossin extradits a Roma, com a clergues, per ser portats davant del tribunal eclesiàstic. També va sol·licitar la derogació de dues lleis, per les quals el Senat venecià havia prohibit la construcció de llocs de culte sense autorització explícita del poder civil, i havia condicionat la venda de béns immobles a l'Església, al seu consentiment previ (això es va fer per evitar el risc de veure acumular-se una massa massa gran de béns religiosos dins dels seus territoris). Venècia, a través del seu ambaixador a Roma, Agostino Nani, s'hi va negar, afirmant que els venecians no eren responsables de les seves accions excepte davant Déu, que el Senat venecià era únicament superior al Dux en assumptes temporals, i per tant l'amenaça d'excomunió amb què el Papa havia anul·lat les protestes de molts altres estats europeus no tindria cap efecte sobre Venècia.
Al desembre, Pau V va enviar dos breus apostòlics a Venècia declarant les dues disposicions nul·les i sense efecte i exigint-ne la derogació, amb l'esperança d'intimidar aquella part del Senat venecià, els anomenats "joves", que li eren hostils. La posició veneciana va ser defensada per un teòleg hàbil, Paolo Sarpi, un monjo servita. Nomenat el 28 de gener de 1606 consultor in iure, és a dir, teòleg i canonista de la República, va ampliar la qüestió a principis generals, definint esferes separades per al poder secular i eclesiàstic.

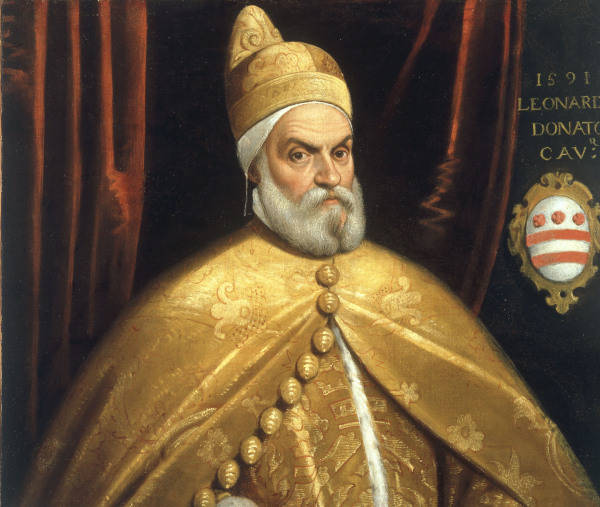
El Dux Leonardo Donà

Després de l'elecció del nou dux Leonardo Donà, que es va posicionar a favor dels "joves", el papa Pau V va enviar un altre breu en què exigia la revocació d'una altra llei, la que abolia el dret de preempció dels eclesiàstics sobre els béns emfitèutics, després el 17 d'abril de 1606 va llegir al consistori un avís , un veritable ultimàtum, amb el qual amenaçava d'excomunicar el Senat venecià i d'interdicar tot el territori de la Sereníssima si no es lliuraven els dos presoners i es derogaven les tres lleis.
Però la República, que ja havia rebut altres excomunicacions durant la seva història, va respondre col·locant als portals de la Basílica de Sant Pere de Roma la famosa "Protesta", un document en què l'ultimàtum papal es declarava nul i sense efecte perquè era contrari a les Escriptures, els cànons sagrats i els Pares de l'Església; a més, es pregava que Déu inspirés el Papa Pau a reconèixer la seva inutilitat i el mal fet contra la República. La "Protesta" es va distribuir a totes les autoritats eclesiàstiques de l'Estat venecià. Decretava que, atesa la invalidesa de l'interdicte, la vida religiosa havia de continuar amb normalitat. En el "Protext", els teòlegs venecians argumentaven que el poder espiritual i temporal (ambdós instituïts per Déu) s'havien de considerar independents: el primer havia estat confiat als apòstols i els seus successors (d'aquí el poder papal), mentre que el segon havia estat lliurat als prínceps, als quals fins i tot els eclesiàstics devien obediència com a súbdits: qualsevol interferència papal era, per tant, inadmissible. El Papa i els seus teòlegs, però, es referien a les doctrines medievals sobre l'origen diví de tot poder i la supremacia absoluta del poder espiritual sobre el poder temporal, que podia ser delegada però, per tant, també revocada pel Papa; a més, consideraven que qualsevol interferència del poder polític en els afers eclesiàstics era injusta i il·lícita. El judici sobre els actes del Papa pertanyia només a Déu.
Tots els ciutadans de la República van continuar assistint a missa regularment, ja que es va ordenar al clergat venecià que no esmentés l'excomunió. Tot el clergat es va posar del costat del Senat i del govern de la ciutat, amb l'excepció dels jesuïtes, els teatins i els caputxins. Els primers van ser expulsats per la força del Senat perquè volien obeir les ordres del Papa, tot i que van romandre dins del territori venecià (fins i tot van haver de ser posats sota guàrdia armada per protegir-se de la violència del poble), mentre que els segons i els tercers van marxar per voluntat pròpia. Es van continuar celebrant misses i la festa del Corpus Christi es va celebrar amb pompa i magnificència.
En un any (març de 1607), el desacord va ser mediat per França i Espanya, ja que corria el perill de desembocar en una guerra europea, amb França, Anglaterra i els turcs posant-se del costat de la Sereníssima en cas d'un atac espanyol i austríac a les possessions venecianes al mar Adriàtic, cosa que sens dubte va ser ben rebuda pel Papa.
El primer a actuar va ser Felip III d'Espanya, que va enviar un ambaixador extraordinari a Venècia. El mateix Dux va expressar la seva aprovació a la seva mediació, però una secció del Senat en va bloquejar la missió, i la mediació va fracassar. Aleshores, Enric IV de França va fer un pas endavant i, a per mitjà del cardenal de Joyeuse, va negociar un compromís, al qual Espanya no es va oposar. El 21 d'abril de 1607, la Sereníssima va lliurar els dos presoners a l'ambaixador francès (amb una declaració explícita que això es feia per respecte a Enric IV i sense perjudici del dret de la República a jutjar els eclesiàstics, inclosos els del clergat), que els va lliurar al cardenal de Joyeuse, que, al seu torn, els va lliurar a les autoritats papals. Posteriorment, va comparèixer davant del Collegio (magistrats venecians) i va anunciar que l'interdicte havia estat revocat i que totes les censures eclesiàstiques havien estat anul·lades; el Dux, al seu torn, va comunicar la revocació de la Protesta, però no va derogar les tres lleis impugnades, que només van ser suspeses temporalment.
La República va readmetre els teatins i els caputxins, però no els jesuïtes, i fins i tot va imposar penes severes a qualsevol que fes que els seus fills fossin educats per ells fora de l'estat. També es va negar a assignar la rica abadia de Vangadizza, a la zona del Polesine, al cardenal i nebot del papa Scipione Borghese, i va condemnar a mort un eclesiàstic patrici, Marcantonio Corner, abat de Vangadizza, culpable del segrest a mà armada de la dona d'un mercader.

##### Gran Bretanya
La comunitat catòlica a Anglaterra estava en fort declivi, envoltada com estava de protestants. El 1603, el fill de la catòlica Maria, reina d'Escòcia, Jaume I Estuard, havia ascendit al tron d'Anglaterra i Escòcia. El novembre de 1605 va fracassar una conspiració duta a terme dins dels cercles catòlics, destinada a assassinar el monarca i tots els membres del Parlament. La Santa Seu va intuir el perill d'una dura repressió per part del rei i, el 9 de juliol de 1606, Pau V, referint-se als esdeveniments del novembre anterior, va enviar una carta al rei anglès, suplicant-li, en aquella ocasió, que no fes patir catòlics innocents pels crims d'uns quants. Pau V també va prometre instar els catòlics del regne a sotmetre's al sobirà en tots els assumptes que no entressin en conflicte amb l'honor de Déu.
Però la reacció del monarca va decebre les expectatives del Papa. El rei Jaume I, de fet, va imposar un jurament de lleialtat a la Corona a tots els seus súbdits (22 de juny de 1606). La comunitat catòlica estava dividida. Pau V va condemnar la fórmula del jurament (22 de setembre de 1606) que prohibia als catòlics signar-lo i va deposar l'arxipreste George Blackwell, cap de l'Església Catòlica d'Anglaterra, que l'havia justificat. Com a represàlia, Jaume va confiscar dos terços dels ingressos dels catòlics, els va privar de la gestió dels béns dels seus fills menors d'edat, els va expulsar de les professions d'advocat i metge, convertint-se així en el major defensor del protestantisme. El 1611, el rei anglès va aprovar la traducció de la Bíblia a l'anglès (el text encara és la versió de referència per als anglicans avui dia). Amb la "Bíblia del rei Jaume", l'Església anglicana va abandonar definitivament el llatí.
El pontífex va encarregar al teòleg catòlic més gran de l'època, l'espanyol Francisco Suárez (a qui va anomenar "doctor eminent") que escrivís una obra per refutar dos escrits del rei d'Anglaterra. El 1613, Suárez va publicar Defensio Fidei. El llibre, però, no es va poder llegir a Londres, ja que hi va ser cremat per ordre reial.

#### Protecció de l'Església Catòlica a Pèrsia

##### Missions Orientals
Continuant la tasca del seu predecessor Climent VIII, Pau V va buscar bones relacions diplomàtiques amb la dinastia Safàvida que governava Pèrsia. Va confiar al cardenal Scipione Caffarelli-Borghese la cura de les missions catòliques al país asiàtic.
El 1603, el seu predecessor Climent VIII havia acollit amb satisfacció la partida cap a Pèrsia de cinc missioners de l'orde Carmelita. L'objectiu de la missió era reunir-se amb el xa Abbas I i forjar una aliança antiotomana. La delegació, composta per dos italians i tres espanyols, estava encapçalada per Paolo Simone di Gesù Maria. Tres d'ells, inclòs Paolo Simone, van sobreviure al llarg viatge i van arribar a la capital persa, Isfahan, el 2 de desembre de 1607. El 20 de juliol de 1605, Pau V va confirmar la butlla papal de Climent VIII, renovant el mandat diplomàtic complet de la missió. El gener de 1608, la delegació va ser rebuda per Abbas I, a qui va lliurar una carta de Pau V. El papa es va oferir a donar suport a un gran exèrcit cristià per a l'ofensiva naval i estava disposat a posar 4.000 soldats d'elit al seu servei. Havent obtingut el consentiment del xa, a finals de març els tres carmelites van abandonar Pèrsia. Van optar per tornar a Itàlia per mar i només els va costar quatre mesos. Havent tornat a Roma el 25 de juliol, van ser rebuts pel Papa al setembre, que va confirmar la intenció d'Abbas I de participar a la Lliga antiotomana. El Papa va continuar buscant aliats a Itàlia (els ducs de Toscana i Savoia) i a l'estranger. Però l'abril de 1609 la guerra contra els turcs es va ajornar oficialment; el projecte no va ser mai més reprès pel Papa.
Amb la butlla Apostolicae servitutis onere (31 de juliol de 1610), el pontífex va autoritzar l'ensenyament de l'hebreu, el grec, l'àrab, el caldeu i el persa en alguns convents romans de diversos ordes religiosos. D'aquesta manera, el pontífex va convidar els ordes religiosos a dur a terme l'activitat missionera a les regions on aquestes llengües eren majoritàries.
El 1615, el pontífex va concedir permís per a la traducció de la Bíblia al xinès literari. El mateix any, Pau V va rebre Hasekura Tsunenaga en audiència. Va deixar el Japó el 1613 i, després d'una parada a Mèxic, va arribar a Itàlia la tardor de 1615. Va lliurar al pontífex una sol·licitud formal per a un tractat comercial entre el Japó i Mèxic, així com l'enviament de missioners cristians al Japó. Tsunenaga va ser el primer ciutadà japonès a ser rebut al Vaticà.
El 1621, fra Tommaso Obicini, antic representant de Pau V a l'Església Oriental, va inaugurar l'escola àrab al convent romà dels franciscans observants. Va ser el primer centre italià d'estudis àrabs.

##### Àfrica
El 1604, el rei del Congo, Àlvar II, va enviar el seu emissari, Antonio Emanuele Funta, a Roma per obtenir del Papa l'enviament d'una missió al seu país. Durant el viatge, el vaixell va ser atacat per pirates; Funta es va salvar i va aconseguir arribar a la península Ibèrica. Va romandre a Espanya durant tres anys en un estat de completa pobresa, mentre el seu estat de salut empitjorava. De tornada, Funta va creuar els Alps en condicions de salut precàries i el 3 de gener de 1608, finalment, va poder arribar a Roma. Pau V va organitzar grans celebracions en honor seu, fins i tot anunciant un dia de celebració, però l'estat de Funta va empitjorar i va morir el dia abans de les celebracions.

#### Mesures envers els jueus
El 1616, Pau V va emetre una butlla papal en què denunciava el fet que "alguns cristians, negant la caritat i la mansuetud cristianes, oprimeixen els jueus i els roben els seus béns i la seva existència" i que "ni tan sols s'abstenen d'atacar-los amb violència, crims, assassinats i actes miserables indignes del poble cristià".

#### Govern de Roma
El 1605, diversos bancs privats romans van fer fallida. Per protegir-ne els dipositants, Pau V va decidir establir un banc públic. Així va néixer el Banco di Santo Spirito (breu del 13 de desembre de 1605), el capital del qual estava garantit per les propietats de l'hospital de Santo Spirito in Sassia.

#### Obres creades a Roma

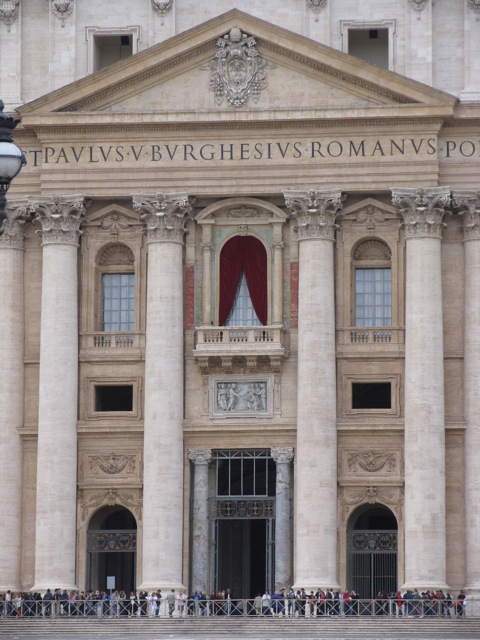
Timpà de la façana de la Basílica de Sant Pere, amb el nom de Pau V

Pau V és responsable de nombroses obres a Roma. La font del Belvedere data del seu pontificat, igual que l'entrada principal als palaus del Vaticà (la "porta de bronze"). L'obra més destacada del papa Borghese, però, fou la nova façana de la Basílica de Sant Pere. El pontífex va confiar a Carlo Maderno la modificació radical del projecte de Miquel Àngel per a la basílica, modificant-ne el pla. Al final de les obres, el pontífex va fer inscriure l'epígraf PAVLVS V BVRGHESIVS al timpà, al centre d'un nou frontó molt més gran (el text complet de la inscripció diu IN HONOREM PRINCIPIS APOST(olorum) PAVLVS V BVRGHESIVS ROMANVS PONT(ifex) MAX(imus) AN(no) MDCXII PONT(ificati) VII).
També va confiar a Flaminio Ponzio l'ampliació del Palau del Quirinal i la reestructuració de la plaça que hi havia davant, convertint el turó del Quirinal, juntament amb el palau que el seu cardenal nebot Scipione Borghese, havia construït en el mateix període (avui el Palazzo Pallavicini Rospigliosi), en una mena de mirador sobre Roma.
A la basílica de Santa Maria la Major va construir la Capella de la Madonna, també anomenada Borghese o Paolina.

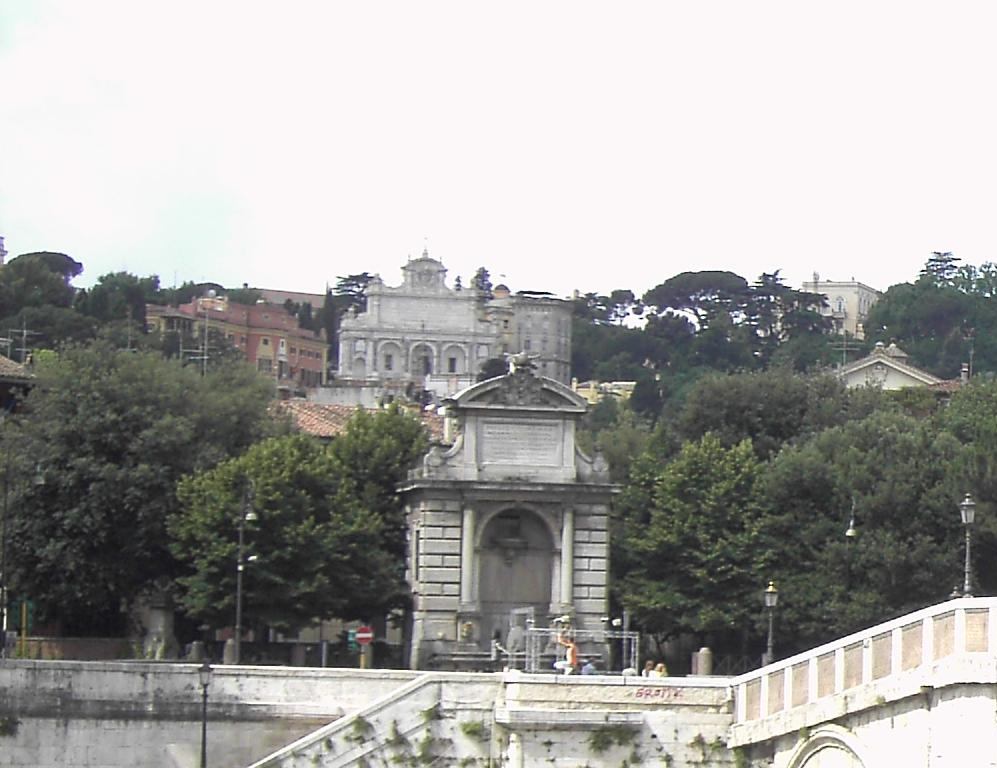
Les fonts d'acqua Paola oggi

Durant el seu pontificat es va restaurar l'aqüeducte de Trajà. El 1612, Pau V va restaurar parcialment l'Aqua Alsietina per a la construcció de l'Acqua Paola . L'obra va servir per abastir les cases del turó del Janícul i el barri del Trastevere, a la seva base. Al cim del turó va fer construir una font monumental, la Fontana dell'Acqua Paola. Per a obtenir els materials necessaris per a la construcció de la font, va ordenar desmantellar el temple de Minerva al fòrum de Nerva. Una altra font monumental, anomenada "dels Cent Sacerdots", es va erigir originalment al començament de la Via Giulia, prop del Ponte Sisto, a l'altra banda del Tíber.
La construcció de l'esplèndida Vil·la Borghese a Roma, encarregada pel seu nebot Scipione Borghese, també es remunta al seu pontificat.

#### Patró de les arts i les ciències

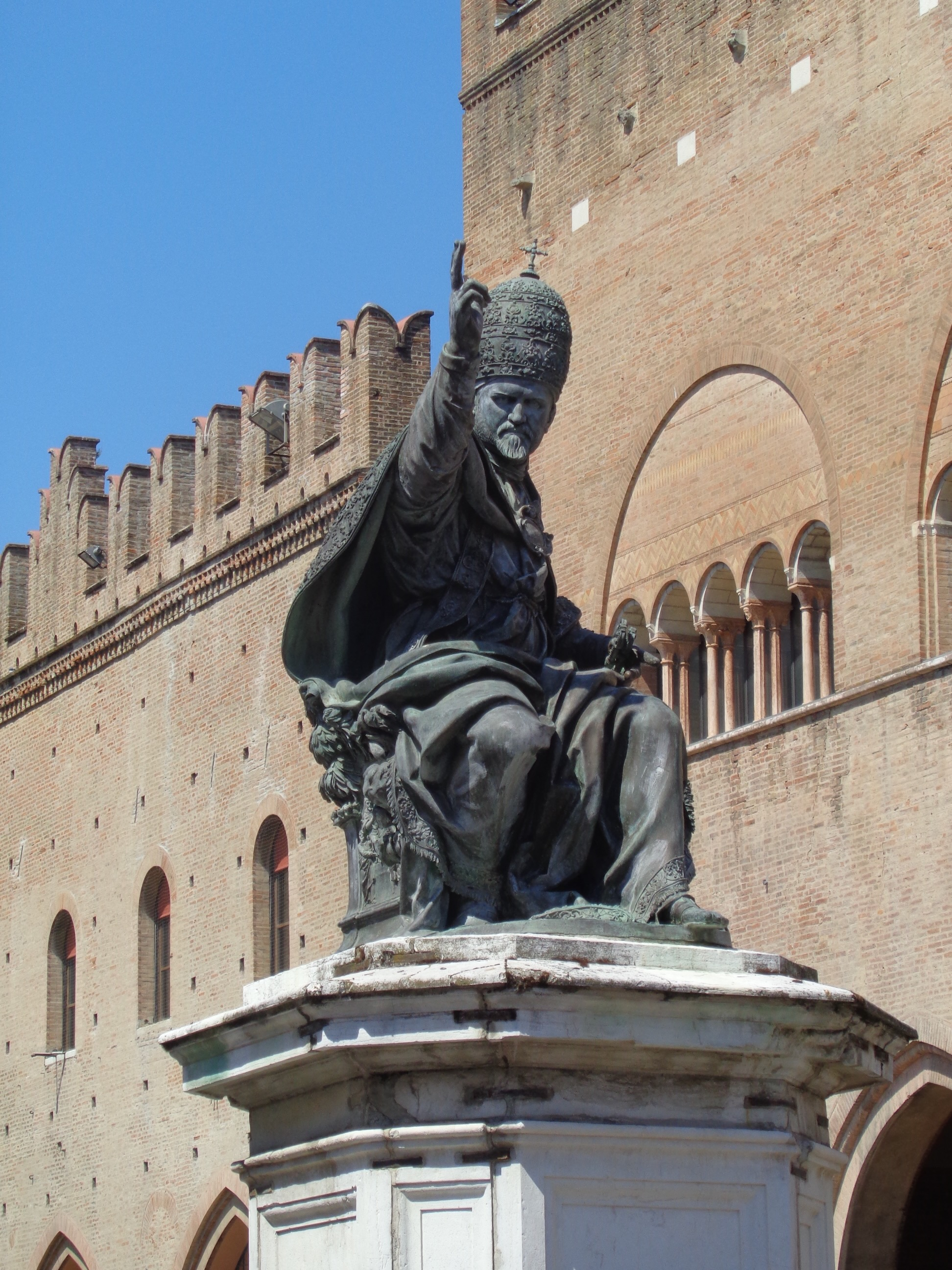
Estàtua de Pau V a la plaça Cavour de Rímini

Pau V sempre va protegir els pintors Guido Reni i Giovanni Baglione, i també va declarar la seva profunda admiració per les obres de Caravaggio. Va ser Michelangelo Merisi qui va pintar el seu retrat més famós (Retrat del papa Pau V ). Padovanino (Alessandro Varotari) també va executar un retrat seu. Bernini va esculpir un bust seu . Finalment, a Rímini, al centre de la Piazza Cavour, hi ha una estàtua de bronze del pontífexm que va ser fosa el 1613 per l'escultor Sebastiano Sebastiani, basada en un model de Nicolò Cordier.
El pontífex va fer reorganitzar els fons arxivístics de la Biblioteca Apostòlica Vaticana (és a dir, les fonts jurídiques de l'activitat de la Cúria Romana), constituint el primer nucli de l'Arxiu Secret Vaticà . També va fer construir i equipar dues noves sales al Palau Vaticà, avui conegudes com les "Sales Paulines" (1610-1611), on es van conservar els papirs grecs de la Biblioteca Vaticana.
El 7 de juliol de 1608 va aprovar amb un breu escrit la fundació de la Biblioteca Ambrosiana de Milà per Federico Borromeo, que havia tingut lloc l'any anterior.
Va nomenar el frare Mario da Calascio, un erudit hebraista, com a "mestre general de la llengua sagrada", encarregant-li l'ensenyament de l'hebreu a Roma.
Va emetre disposicions relatives a la Universitat de Lovaina (Brabant), el Col·legi Irlandès de Bordeus, Anvers i Douai (a Flandes). Un breu del 9 de setembre de 1619 va permetre que els pescadors rebessin permís per pescar sis diumenges per al manteniment del Col·legi Irlandès de Sevilla.
Pau V es va reunir amb Galileu Galilei el 1616, després que el cardenal Bellarmine, per ordre seva, advertís a Galileu que no donés suport ni defensés les idees heliocèntriques de Copèrnic fins que no s'haguessin demostrat definitivament i es poguessin presentar com una hipòtesi matemàtica. Si també hi havia una ordre de no ensenyar aquestes idees encara és un tema de debat.

### Mort i enterrament

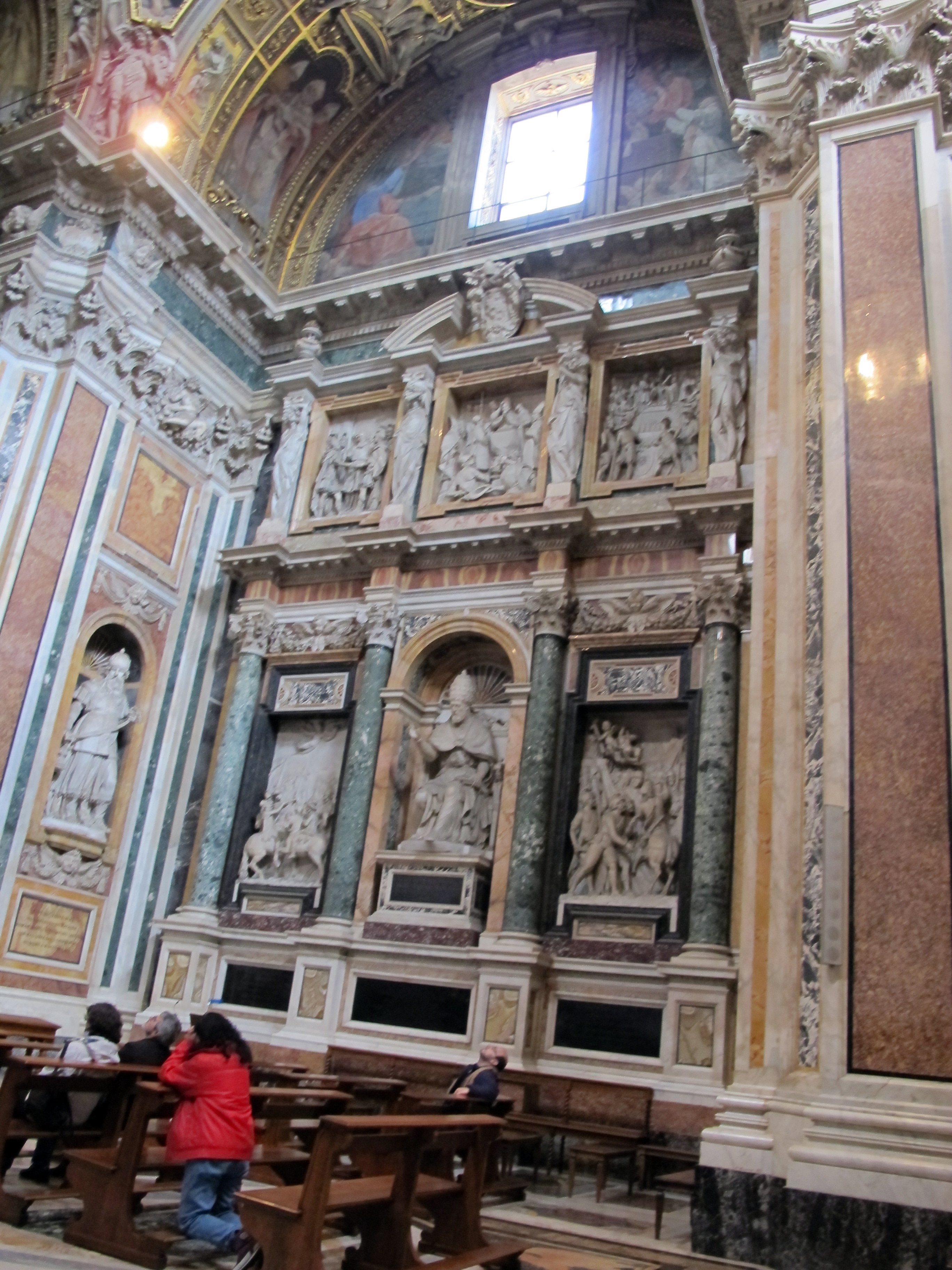
Tomba del papa Pau V a la basílica de Santa Maria la Major

Pau V va morir el 28 de gener de 1621 al Palau del Quirinal.
Va ser enterrat a la Capella Paulina de la Basílica de Santa Maria la Major a Roma.

## Diòcesis erigides per Pau V

### Noves diòcesis
- 4 i 5 de juliol de 1605:
  - Diòcesi de La Paz i Diòcesi de Santa Cruz de la Sierra (a Bolívia; el territori d'ambdues es va obtenir de la diòcesi de La Plata);
- 9 de gener de 1606:
  - Diòcesi de São Tomé de Meliapor (a l'Índia; el territori va ser obtingut de la diòcesi de Cochin);
- 20 de juliol de 1609:
  - Diòcesi d'Ayacucho (al Perú; el territori va ser obtingut de la diòcesi de Cusco);
- 12 de gener de 1612:
  - Administració Apostòlica de Moçambic (l'administració apostòlica era sufragània de l'arxidiòcesi de Goa a l'Índia);
- 6 d'abril de 1620:
  - Diòcesi de Buenos Aires (el territori es va obtenir de la diòcesi del Paraguai);
- 28 de setembre de 1620:
  - Diòcesi de Durango (a Mèxic ; el territori va ser obtingut de la diòcesi de Guadalajara).

### Ascensos al rang d'arxidiòcesi
- 20 de juliol de 1609:
  - Diòcesi de La Plata: elevada al rang d'arxidiòcesi metropolitana;
- 15 de juliol de 1614: ( Butlla Fasti novi orbis) :
  - Diòcesi de San Salvador de Bahia: elevada al rang d'arxidiòcesi metropolitana .

## Consistoris per a la creació de nous cardenals
El papa Pau V va crear 60 cardenals durant el seu pontificat en 10 consistoris separats.
 El papa Borghese va crear principalment cardenals de nacionalitat italiana, mentre que hi va haver pocs cardenals pertanyents a altres nacionalitats: es van crear sis cardenals espanyols, cinc francesos, dos alemanys i un hongarès. Dos dels cardenals creats per Pau V van esdevenir pontífexs: el papa Gregori XV, el seu successor directe, i el papa Urbà VIII.

## Beatificacions i canonitzacions del pontificat
Pau V va proclamar beats 12 servents de Déu en 11 cerimònies separades, incloent-hi Ignasi de Loiola, Felip Neri, Teresa d'Àvila i Francesc Xavier, i va celebrar dues canonitzacions, la de Francesca Romana (29 de maig de 1608) i la de Carles Borromeu (1 de novembre de 1610); també va concedir un indult per a la celebració de la missa i l'ofici d'un altre servent de Déu.

### Beatificacions
- 19 d'octubre de 1605
  - Lluís Gonzaga (1568-1591), religiós de la Companyia de Jesús[38]
  - Estanislau Kostka (1550-1568), religiós de la Companyia de Jesús[39]
- 5 de febrer de 1606
  - Salvador d'Horta (1520-1567), religiós de l'Orde de Frares Menors[40]
- 19 de juliol de 1608
  - Lluís Bertran (1526-1581), prevere de l'Orde dels Predicadors[41]
- 27 de juliol de 1609
  - Ignasi de Loiola (1491-1556), prevere, fundador de la Companyia de Jesús[42]
- 19 d'octubre de 1609
  - Margarida de Città di Castello (1287-1320), religiosa del Tercer orde de la penitència de Sant Domènec[43]
- 24 d'abril de 1614
  - Teresa de Jesús (1515-1582), religiosa, reformadora de l'Orde de Nostra Senyora del Carmel[42]
- 11 de maig de 1615
  - Felip Neri (1515-1595), prevere, fundador de la Congregació de l'Oratori de Sant Felip Neri[42]
- 7 d'octubre de 1618
  - Tomás de Villanueva (1486-1555), de l'Orde de Sant Agustí, arquebisbe de València[44]
- 29 d'octubre de 1618
  - Pasqual Bailón (1540-1592), prevere de l'Orde de Frares Menors[45]
- 2 de maig de 1619
  - Isidre el Llaurador (1080-1130), laic[42]
- 25 d'octubre de 1619
  - Francesc Xavier (1506-1552), prevere profès de la Companyia de Jesús[42]

### Beatificacions equivalents
- 21 de març de 1609 (concessió de missa i ofici citra tamen approbationem cultus)
  - Joaquim de Siena (1258-1306), religiós dels Servents de Maria[46]

### Canonitzacions
- 29 de maig de 1608:
  - Francesca Romana (1384-1436), vídua fundadora de les Oblate de Tor de'Specchi.[47]
- 1 de novembre de 1610:
  - Carlo Borromeo (1538-1584), cardenal, arquebisbe de Milà.[47]